# Tzeltalia amphitricha
Tzeltalia amphitricha là loài thực vật có hoa trong họ Cà. Loài này được (Bitter) E. Estrada & M. Martínez miêu tả khoa học đầu tiên năm 1998.